# Premi Jaume Salés i Sanjaume de teatre
El Premi Jaume Salés i Sanjaume de teatre és un guardó literari de dramatúrgia en llengua catalana creat l'any 2012 per l'Ajuntament de Roda de Ter (Osona). Duu per nom l'escriptor local Jaume Salés i Sanjaume com a mostra d'homenatge i reconeixement. El guardó forma part dels Premis Literaris de Roda de Ter i s'atorga biennalment dins de les Jornades Miquel Martí i Pol que se celebren el cap de setmana després de l'11 de novembre, data de la mort de l'escriptor. En la primera edició, el jurat el conformaren Roger Canadell, Josep Colomer, Petra Martín-Pero, Jaume Salés Malian i Pep Tines.

## Guanyadors/es
- 2012: Albert Suñé i Ysamat, per Desaparegut sobre el canal[3]
- 2014: Jordi Rodríguez i Gabriel, per Et sona?[4]
- 2016: Dobrin Plamenov, per El monòleg Orlando Bloom[5]
- 2018: Maria Salarich, per Fem un cafè?[6]
- 2020: Sadurní Vergés, per Algun dia saludaré el matí amb aquesta calma, i Rafael Nieto i Miralles, per El jardí dels jutges perduts[7]
- 2022: Francesc Cutchet, per Negra sobre punt blanc.[8]